# 马岱 (成化进士)
马岱，字伯瞻，直隸揚州府江都縣人，明朝政治人物。
應天府鄉試第七十五名。成化二年（1466年）登進士，授戶部主事，后擔任泉州府知府。